# Neusalza-Spremberg
Neusalza-Spremberg (alt sòrab: Nowosólc-Spremberg) és un municipi alemany que pertany a l'estat de Saxònia. Està situat a la frontera amb la República Txeca, als marges del riu Spree, a 6 km al nord-oest d'Ebersbach (Saxònia) i 17 km al sud-est de Bautzen. Comprèn els nuclis de Neusalza-Spremberg, Friedersdorf, Neuspremberg i Sonneberg.